# Živa Borak
Živa Borak, slovenska urednica in prevajalka, * 1982
Diplomirala je iz literarne komparativistike in latinskega jezika s književnostjo na Filozofski fakulteti v Ljubljani. Kot strokovna sodelavka in prevajalka od leta 2007 sodeluje z različnimi založbami.
Kot redaktorica imenskih kazal ter korektorica besedil pred objavo je sodelovala pri več monumentalnih izdajah v slovenskem jeziku G. B. Conte, Zgodovina latinske književnosti (Modrijan, 2010), Fragmenti predsokratikov (tudi kot prevajalka; Študentska založba, 2012), Življenja in misli znamenitih filozofov (tudi kot prevajalka; Beletrina, 2015), kot tehnična redaktorica pa še pri dveh monumentalnih slovarjih - Fran Wiesthaler, Latinsko-slovenski slovar, VI (Kres, 2007) in Anton Dokler, Šolski grško-slovenski slovar (ZRC, 2016).
Kot izvršna urednica od leta 2014 sodeluje z založbo Beletrina, za katero je med drugimi uredila posebne in druge strokovne izdaje, kot je slovenski prevod Korana (2014), Jan Ciglenečki, Gnostični evangeliji in reakcija cerkvenih očetov (2014), C. G. Jung, Rdeča knjiga (2015), C. G. Jung, Psihologija in alkimija (2017), Svetlana Slapšak, Antična miturgija (2017).